# Dialan-sur-Chaîne
Dialan-sur-Chaîne es una comuna nueva francesa situada en el departamento de Calvados, de la región de Normandía.

## Historia
Fue creada el 1 de enero de 2017, en aplicación de una resolución del prefecto de Calvados de 26 de septiembre de 2016 con la unión de las comunas de Jurques y Le Mesnil-Auzouf, pasando a estar el ayuntamiento en la antigua comuna de Jurques.

## Demografía
| Gráfica de evolución demográfica de Dialan-sur-Châine entre 1800 y 2013 |
|                                                                         |

Los datos entre 1800 y 2013 son el resultado de sumar los parciales de las dos comunas que forman la nueva comuna de Dialan-sur-Chaîne, cuyos datos se han cogido de 1800 a 1999, para las comunas de Jurques y Le Mesnil-Auzouf de la página francesa EHESS/Cassini. Los demás datos se han cogido de la página del INSEE.

## Composición
| Comuna delegada  | Código INSEE | Población (2013) | Superficie (km²) | Densidad (hab./km²) |
| ---------------- | ------------ | ---------------- | ---------------- | ------------------- |
| Jurques          | 14347        | 686              | 12.69            | 54                  |
| Le Mesnil-Auzouf | 14413        | 383              | 924              | 41                  |